# قرناده
قرناده (به عربی: قرنادة) یک منطقهٔ مسکونی در لیبی است که در استان جبل‌الاخضر واقع شده‌است. قرناده ۳٬۴۱۵ نفر جمعیت دارد.